# جهانگیر منصور
جهانگیر منصور (۱۳۲۰–۱۳۹۴) نویسنده ایرانی و از فعالان باسابقهٔ نشر کتاب در ایران بود.

## زندگی
او فرزند محمدجعفر منصور، معروف به «ادب» است که از پیش کسوتان نشر کتاب در ایران بود و در خیابان ناصرخسرو کتابفروشی داشت. پدربزرگ او نیز در عصر ناصری و مظفری در بازار بین‌الحرمین به استنساخ کتاب مشغول بوده است.
جهانگیر منصور از سیزده‌سالگی در کانون معرفت، شاگرد بود و در سال ۱۳۳۵ به انتشارات نیل پیوست. بعد از انحلال انتشارات نیل، همراه با دوستانش کتاب زمان را تأسیس کرد. او بعد از انقلاب به تدوین کتاب‌های مجموعه قوانین روی آورد که بسیاری از آنها پرفروش شدند.